# 施维洛赫塞
施维洛赫塞（德語：Schwielochsee）是德国勃兰登堡州的市镇，隶属于达默-施普雷瓦尔德县。总面积为131.4平方千米，截至2023年12月31日总人口为1,482人。